# Erioptera fuscodiscalis
Erioptera fuscodiscalis är en tvåvingeart som beskrevs av Alexander 1938. Erioptera fuscodiscalis ingår i släktet Erioptera och familjen småharkrankar. Inga underarter finns listade i Catalogue of Life.